# Планковская частица
В физике планковская частица — это гипотетическая элементарная частица, определённая как чёрная дыра, у которой комптоновская длина волны совпадает с радиусом Шварцшильда. Масса частицы равна (по определению) планковской массе, а комптоновская длина волны и радиус Шварцшильда равны (по определению) планковской длине.